# برد کرووی
برد کرووی (به انگلیسی: Brad Krevoy) متولد ۱۹۵۶ - یک تهیه‌کننده بزرگ فیلم، کارآفرین و بنیانگذار و مدیر عامل اجرایی فیلمبرداری آمریکا (MPCA) است. کرووی به طور مستقیم در توسعه، تأمین مالی، تولید، خرید و توزیع بیش از ۱۵۰ پروژه فیلم‌سازی و تلویزیونی مشارکت داشته است. معروف‌ترین اثر او احمق و احمق‌تر می‌باشد.